# Ignacy Król
Ignacy Aleksander Król (ur. 1 października 1874 w Krakowie, zm. 20 listopada 1951 w Żbiku koło Krzeszowic) – polski taternik, turysta, narciarz, pedagog i przyrodnik.

## Życiorys
Urodził się jako syn Żegoty (Ignacego) Króla, jego wujem był Bronisław Gustawicz. Miał żonę Zofię.
Studiował na Uniwersytecie Jagiellońskim najpierw prawo (1893–1895), potem przyrodoznawstwo (1895–1898). Po ukończeniu nauki pracował jako nauczyciel w gimnazjach – uczył przyrody, fizyki i matematyki kolejno w gimnazjum św. Anny w Krakowie (1897–1902), w Nowym Sączu (1903–1907), gimnazjum im. Jana III Sobieskiego w Krakowie (1907–1939) i w Krzeszowicach (1946–1949). W latach 1924–1926 wykładał też dydaktykę botaniczną na Uniwersytecie Jagiellońskim.
Przed I wojną światową Król należał do najlepszych taterników. Jego partnerami byli m.in. Janusz Chmielowski, Mariusz Zaruski, Gyula Komarnicki, Roman Kordys, a także liczni mniej znani wspinacze. Był członkiem grupy taternickiej „Bacówka”, a od 1908 działaczem Sekcji Turystycznej Towarzystwa Tatrzańskiego. W dużym stopniu zasłużył się dla rozwoju turystyki w Tatrach – prowadził w góry liczne wycieczki szkolne i grupy swoich znajomych. W 1906 podczas pobytu w Nowym Sączu brał udział w zakładaniu Towarzystwa Turystycznego „Beskid” oraz – razem z Romanem Gdeszem – pierwszego stowarzyszenia o charakterze narciarskim na terenach polskich – Oddziału Narciarskiego owego towarzystwa. Został pierwszym przewodniczącym tego ostatniego. Niedługo później towarzystwo „Beskid” włączone zostało do Towarzystwa Tatrzańskiego.
W Krakowie Ignacy Król popularyzował narciarstwo i turystykę wśród uczniów: organizował szkolne wycieczki narciarskie (np. na Pilsko) i turystyczne (przede wszystkim w Tatry), od 1910 był opiekunem Kółka Turystycznego w gimnazjum Sobieskiego. W 1912 dzięki Królowi odbył się kurs wspinaczkowy na skałach Mnikowa. W latach 1909–1921 Ignacy Król należał do zarządu Towarzystwa Tatrzańskiego, pełnił też funkcję bibliotekarza krakowskiej Biblioteki TT.
Król był zbieraczem obiektów przyrodniczych – jego kolekcje chrząszczy i muchówek znalazły się w pewnej części w muzeum w Chrzanowie. Zbiory Króla miały też znaczenie dla pracy naukowców takich jak Władysław Kulczyński senior, Roman Gutwiński, Fryderyk Schille i Karol Starmach. Liczne okazy tatrzańskich roślin zostały przez Króla dokładnie zewidencjonowane, kartoteki te zostały jednak zniszczone po jego śmierci. Jego zielnik zachował się w Instytucie Botaniki PAN w Krakowie, częściowo opracowali go Karol Starmach (sinice) i Jan Zabłocki (fiołki).
Dorobek pisarski Ignacego Króla jest skromny: opublikował m.in. tylko jedną pracę botaniczną (Zapiski florystyczne, 1904, „Sprawozdanie Dyrekcji Gimnazjum w Nowym Sączu”). Jest autorem wspomnień o Mieczysławie Karłowiczu, z którym się przyjaźnił („Pamiętnik Towarzystwa Tatrzańskiego” 30/1909), i Władysławie Kulczyńskim sen. („Pamiętnik TT” 1920 oraz „Sprawozdanie Komisji Fizjograficznej” 1920). W latach 1909–1913 publikował w „Pamiętniku TT” sprawozdania z działalności Sekcji Turystycznej i Biblioteki TT oraz zdjęcia z wycieczek w Tatry. W „Taterniku” ogłosił relację z pierwszego wejścia urwiskami Galerii Gankowej (nr 4/1911).
Został pochowany na cmentarzu w Krzeszowicach.

## Osiągnięcia taternickie
- pierwsze przejście granią z Lodowego Szczytu na Lodową Kopę (1903, z żoną Zofią i Franciszkiem Szczucińskim),
- pierwsze wejście przez Mały Ogród na Hruby Wierch bez przewodnika (1904, z Józefem Bajerem, J. Brzeskim i Ludwikiem Pręgowskim)
- pierwsze wejście na Mięguszowiecką Przełęcz Wyżnią od Wielkiego Stawu Hińczowego (1904, z Pręgowskim),
- pierwsze wejście na Zamarłą Turnię (1904, z Bajerem i Pręgowskim),
- liczne nowe wejścia w grani Hrubego (1906–1909, z różnymi towarzyszami),
- przejście drogą Häberleina południową ścianą Żabiego Konia (1907, ze Stanisławem Konarskim i Kazimierzem Firgankiem)[2],
- pierwsze wejście północno-zachodnią ścianą Galerii Gankowej (1911, z Władysławem Kulczyńskim juniorem i Józefem Lesieckim),
- drugie wejście południową ścianą Zamarłej Turni (1911, z Kulczyńskim)[1],
- pierwsze wejście zachodnią ścianą Małej Kończystej (1911, z Marianem Smoluchowskim, Januszem Chmielowskim, Józefem Łukaszewiczem i Wacławem Zakrzewskim)[2]
- czwarte wejście zimowe na Świnicę (1913)[1],